# Metalcore mélodique
Pour les articles homonymes, voir mélodie (homonymie).
Genres dérivés
Electronicore, Nintendocore
Genres associés
Death metal mélodique
Le metalcore mélodique est un genre de fusion musicale mêlant les sons et traits du death metal mélodique avec le punk hardcore, metalcore et parfois à l'emo.

## Histoire

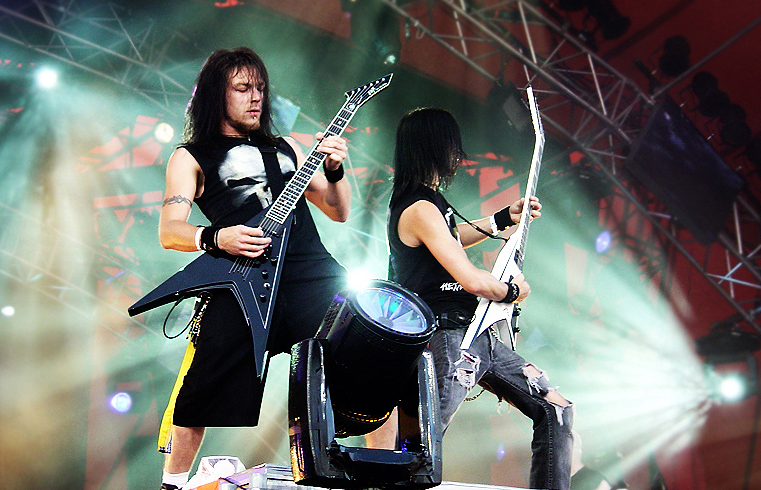
Le groupe de metalcore mélodique Bullet for My Valentine au Festival de Roskilde en 2006.

Au début des années 2000, le metalcore mélodique est lancé comme style musical par certains labels de metal indépendants, y compris Century Media et Metal Blade. Plus tard, le genre se popularise. En 2004, avec The War Within de Shadows Fall fait ses débuts à la 20e place du Billboard. Le single Two Weeks du groupe All That Remains culmine à la neuvième place du Mainstream Rock Tracks chart. Le morceau atteint la 38e place du Modern Rock Tracks chart. En 2007, le mroceau Nothing Left (en) du groupe As I Lay Dying est nommé pour un Grammy Award dans la catégorie « meilleure performance de metal ». An Ocean Between Us (l'album qui comprend Nothing Left) lui-même est un succès commercial, et atteint la 8e place du Billboard 200. Le groupe gallois Bullet for My Valentine atteint la troisième position avec l'album Fever, avec plus de 71 000 exemplaires vendus après sa première semaine aux États-Unis et plus de 21 000 au Royaume-Uni en 2010.
The Devil Wears Prada obtient un grand succès commercial avec l'album With Roots Above and Branches Below, atteignant la 11e place du Billboard 200 après sa sortie. Trivium rencontre un immense succès, et atteint 25 fois les classements musicaux de plusieurs pays, dont les États-Unis, et 10 fois en Australie et au Royaume-Uni. L'album Dead Throne de The Devil Wears Prada fait ses débuts à la neuvième place du Billboard 200, vendant 32 400 dès sa première semaine. Même s'il s'agit d'un genre désormais populaire, il reste particulièrement critiqué de la part des individus familiers avec la musique heavy metal.
Les groupes de metalcore mélodique comprennent Avenged Sevenfold, Trivium,, All That Remains, Atreyu,,, Bullet for My Valentine, Bury Tomorrow, Darkest Hour, Asking Alexandria, As I Lay Dying,, August Burns Red,, et The Devil Wears Prada.

## Caractéristiques
Les groupes de metalcore mélodique sont fortement influencés par les riffs et les styles d'écritures des groupes de death metal mélodique, en particulier des groupes comme At the Gates, Arch Enemy, In Flames et Soilwork. Ils ont tendance à avoir une forte utilisation de mélodies. Beaucoup de groupes de metalcore mélodique peuvent utiliser un chant clair, mais aussi des cris et des Grunts. Ils peuvent également être dotés d'harmonies avec des riffs, des tremolo picking, une grosse caisse et des breakdowns typiques du metalcore,,. Les solos de guitare sont également présents chez les groupes de metalcore mélodique. Quelques-uns de ces groupes, comme Shadows Fall, font preuve d'une certaine appréciation pour le glam metal des années 1980. Des claviers peuvent également être introduit dans les groupes pour apporter un côté symphonique et atmosphérique à la musique.